# Casc amb monitors individuals
Un casc amb monitors individuals (en anglès, Head-Mounted Display) o HMD és un dispositiu de visualització semblant a un casc, que permet reproduir imatges creades per ordinador sobre un ″display″ molt propera als ulls o directament sobre la retina dels ulls. En aquest segon cas el HMD rep el nom de monitor virtual de retina.
Els HMD poden ser:
- Monocular: les imatges creades per ordinador només es reprodueixen sobre un ull.

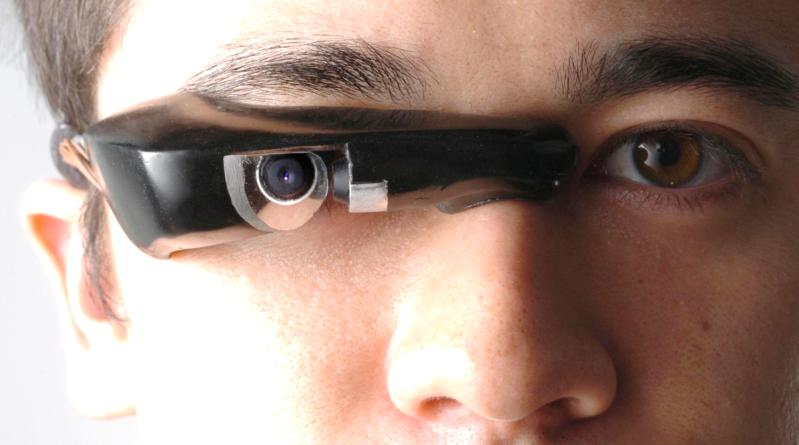
Imatge d'un casc monocular

- Binocular: les imatges creades per ordinador es reprodueixen sobre els dos ulls, obtenint així una imatge estereoscòpica.

A causa de la seva proximitat amb els ulls el casc aconsegueix que les imatges visualitzades resultin molt més grans que les percebudes per pantalles normals, i permeten fins i tot englobar tot el camp de visió de l'usuari.
Gràcies al fet que el casc es troba subjecte al cap, aquest pot seguir tot els moviments de l'usuari, aconseguint així que aquest se senti integrat en els ambients creats per ordinador.
Alguns HMD redueixen el camp de visió de l'usuari de manera que no té influències visibles de l'entorn que el rodeja, permetent així la completa immersió d'aquest en una realitat virtual, ja que només percebrà les imatges creades per ordinador i reproduïdes sobre el casc.
Mentre que altres cascos amb monitors individuals permeten a l'usuari veure part de l'entorn que el rodeja i introduir en aquests objectes virtuals, introduint-lo així en el que es coneix com a realitat augmentada o realitat mixta si l'usuari pot interaccionar amb aquests objectes virtuals projectats.